# 임간
임간(林幹, ?~?)은 고려 중기의 문신이다.

## 생애
안동 출신으로 임자고(林子高)의 아들이다.
숙종 재위 시절인 1097년(숙종 2년) 지추밀원사(知樞密院事) 겸 판삼사사(判三司事)에 이어 추밀원사(樞密院使) 겸 상서좌복야(尙書左僕射)가 되었다. 이후 1101년(숙종 6년) 판상서형부사(判尙書刑部事)가 되었으며 1103년 문하시랑평장사(門下侍郎平章事)에 올랐다.
1104년 동여진 추장 완안 오아속(完顏烏雅束)이 고려의 정주(定州)로 세력권을 넓이자 동북면행영병마사(東北面行營兵馬使)로 임명되어 병마사 좌복야(兵馬使左僕射) 황유현(黃兪顯) 등과 함께 정주로 파견되었다. 그러나 당시 임간은 공을 세우기 위해 훈련이 제대로 되지 않은 군을 이끌고 먼저 공격을 했다가 결국 오아속의 부하인 석적환(石適歡)에게 패해 병력 절반을 잃었다.
여진 정벌 실패로 인해 같이 여진 정벌에 참가했던 황유현, 대장군(大將軍) 송충(宋忠), 호부시랑(戶部侍郞) 왕공윤(王公胤), 우승선(右承宣) 조규(趙珪) 등과 함께 파직되었다. 이듬해인 1105년 숙종의 뒤를 이어 예종이 즉위하자 복직하여 흥위위(興威衛) 상장군(上將軍) 호부상서(戶部尙書)로 복직했다. 1112년(예종 7년) 다시 문하시랑평장사가 되었다.

## 참고 문헌
- 《고려사》
- 《고려사절요》